# Сен-Тома (Эна)
Сен-Тома́ (фр. Saint-Thomas) — коммуна во Франции, находится в регионе Пикардия. Департамент коммуны — Эна. Входит в состав кантона Гиньикур. Округ коммуны — Лан.
Код INSEE коммуны — 02696.

## Население
Население коммуны на 2010 год составляло 97 человек.
| 1962 | 1968 | 1975 | 1982 | 1990 | 1999 | 2010 |
| ---- | ---- | ---- | ---- | ---- | ---- | ---- |
| 97   | 98   | 81   | 91   | 80   | 66   | 97   |

## Экономика
В 2010 году среди 58 человек трудоспособного возраста (15—64 лет) 47 были экономически активными, 11 — неактивными (показатель активности — 81,0 %, в 1999 году было 60,5 %). Из 47 активных жителей работали 39 человек (23 мужчины и 16 женщин), безработных было 8 (3 мужчин и 5 женщин). Среди 11 неактивных 5 человек были учениками или студентами, 2 — пенсионерами, 4 были неактивными по другим причинам.